# Brunneriana pustulata
Brunneriana pustulata är en insektsart som först beskrevs av Walker, F. 1870.  Brunneriana pustulata ingår i släktet Brunneriana och familjen vårtbitare. Inga underarter finns listade i Catalogue of Life.